# 조이스 레드만
조이스 레드만(Joyce Redman, 1915년 12월 9일 ~ 2012년 5월 10일)은 아일랜드의 텔레비전 배우, 영화배우, 연극 배우이다.
메이요주에서 태어났으며 켄트주에서 사망하였다. 사인은 폐렴이다.

## 영화
- 세븐 다이얼즈 미스테리 (1981년)
- 프루든스 앤 더 필 (1968년)
- 오델로 (1965년)
- 톰 존스의 화려한 모험 (1963년)
- 원 오브 아워 에어크래프트 이즈 미싱 (1942년)